# Min kärlek
"Min kärlek" är en kärlekssång på svenska, som var ett bidrag till Melodifestivalen 2004, gjort av Ingela Forsman, Bobby Ljunggren och Henrik Wikström, framförd av Shirley Clamp. Låten kom fyra i sin delfinal i Malmö (efter Lena Philipssons "Det gör ont", After Darks "La dolce vita" och Andrés Esteches "Olé olé") och kvalificerade sig som sista bidrag till andra chansen. I andra chansen kom låten tvåa efter "Olé olé", och med endast 525 röster före Karl Martindahls "Love Turns Water into Wine" med 57 343 telefonröster mot Martindahls 56 818, och gick som sista bidrag till finalen i Stockholm. I finalen placerade sig "Min kärlek" slutligen på andra plats.
Shirley Clamp har även spelat in låten med text på engelska, som My Love Light, vilken låg på samlingsalbumet För den som älskar - en samling 2009.
I en paussketch under Melodifestivalen 2009, där Shirley Clamp föreställde affärsbiträde, satt hon i kassan och sjöng låten med texten En pizza.
I Dansbandskampen 2010 tolkades låten av Donnez. Den nederländska sångerskan Marlane har spelat in en coverversion av "Min kärlek" som heter "Ik wil je" ("Jag vill ha dig").

## Singeln
Singeln "Min kärlek" utkom den 15 mars 2004. Den placerade sig som högst på tredje plats på den svenska singellistan.

### Låtlista
1. "Min kärlek"
2. "Min kärlek" (lång radioremix)
3. "Min kärlek" (längre klubbremix)
4. "Min kärlek" (längre instrumental)

## Listplaceringar
| Lista (2004) | Topplacering |
| ------------ | ------------ |
| Sverige      | 3            |

Under 2004 framröstades låten som vinnare i National Finals Song Contest.

### Svensktoppen
På Svensktoppen placerade sig "Min kärlek" bäst av bidragen från festivalen som den fjärde mest framgångsrika låten 2004 före "Det gör ont" (femma) och "La dolce vita" (tolva).. 2005 var "Min kärlek" det enda av bidragen från 2004 års festival som placerade sig på samma lista, då på fjortonde plats 

### Tracks
"Min kärlek" låg 2004 även på Trackslistan.